# Сабина фон Бранденбург-Ансбах
Сабина фон Бранденбург-Ансбах (на немски: Sabina von Brandenburg-Ansbach, * 12 май 1529 в Ансбах, † 2 ноември 1575 в Берлин) от рода на Хоенцолерните e принцеса от Бранденбург-Ансбах и чрез женитба курфюрстиня на Бранденбург (1571–1575).
Тя е дъщеря на маркграф Георг фон Бранденбург-Ансбах-Кулмбах (1484–1543) и втората му съпруга принцеса Хедвиг фон Мюнстерберг-Оелс (1508–1531), дъщеря на Карл I фон Мюнстерберг. Нейната по-голяма сестра Анна Мария (1526–1589) се омъжва през
1544 г. за херцог Христоф фон Вюртемберг.
Сабина се омъжва на 12 февруари 1548 г. в Ансбах за Йохан Георг (1525–1598) курфюрст на Бранденбург от род Хоенцолерн. Тя е втората му съпруга. София от Легница († 1546), първата съпруга на Йохан Георг, е нейна братовчедка. Сабина се грижи за заварения си син бъдещият курфюрст Йоахим Фридрих, за църкви, болни и бедни. Погребаана е в Берлинската катедрала.

## Деца
Сабина и курфюрст Йохан Георг имат децата:
- Георг Албрехт (1555–1557)
- Ердмуте (1562–1623)

∞ 1577 херцог Йохан Фридрих от Померания-Щетин (1542–1600)
- Анна Мария (1567–1618)

∞ 1581 херцог Барним X от Померания (1549–1603)
- София (1568–1622)

∞ 1582 курфюрст Христиан I от Саксония (1560–1591)
- Два други принца и пет принцеси от този брак умират като деца